# 自動車製造事業法
自動車製造事業法（じどうしゃせいぞうじぎょうほう、昭和11年5月29日法律第33号）は、国防整備と産業発展を目的に自動車製造業の営業許可制などを定めていた日本の法律である。
1930年代後半から行われた一連の統制経済立法のひとつ。軍用として重要な自動車の国産化推進のため、外国資本を排除することが主たる狙いだった。1945年（昭和20年）12月21日に石油業法外十三法律廃止法律（昭和20年法律第49号）により廃止された。

## 成立の経緯
日本の国産ガソリン自動車は1907年（明治40年）に初めて製造されたが性能が悪く、日本で利用されていたガソリン自動車はほとんどが輸入車か外国資本との合弁会社のものであった。1929年（昭和4年）に発生した世界恐慌の影響により各国は産業統制政策を取るようになり、日本も1931年（昭和6年）7月公布の重要産業統制法など国家による産業保護政策に舵を切っていた。
満州事変での戦訓などから、軍用自動車の重要性は日本陸軍でも強く認識されるようになっていた。日本陸軍は、国家総力戦を想定した軍用自動車の戦時量産体制確立を求め、1934年（昭和9年）初頭から商工省へと新たな保護立法を要望しはじめた。同年6月には「内地自動車工業確立方策」という陸軍案が作成され、許可制導入が提言された。
当時の日本の自動車産業では、アメリカ資本の影響が強かった。1925年（大正14年）に日本フォードが設立され、1927年（昭和2年）には日本ゼネラル・モータース（日本GM）も操業開始、大量生産方式によるノックダウン生産で急激に日本市場を席巻した。性能的にもフォードトラックや日本GMのシボレートラックは優秀で、軍用自動車としても熱河作戦などで活躍していた。日本政府も古くは1918年（大正7年）に軍用自動車補助法を制定して国産軍用車の製造促進を図っており、1931年（昭和6年）には商工省が中級トラック・バスを対象に「標準車」試作を民間委託した結果、九四式六輪自動貨車のようなそれなりの質の製品は生まれたものの、そもそも商工省標準車はフォードやGMの主力である大衆車との競合は避けた車種であり、製造台数では遠く及ばなかった。むしろアメリカ資本との提携の動きが盛んで、1933年（昭和8年）には日産自動車と日本GMの合併計画が浮上していた。
商工省は、当初は外国系企業との提携による技術導入を支持して陸軍と対立したが、1935年（昭和10年）4月に工務局長へ岸信介・工政課長に小金義照が就任すると態度を一変させた。岸と小金は、総合産業である自動車製造をてこに、産業全体の振興を図る意図だった。岸は、ナチス・ドイツ流の統制経済による産業合理化が有効だと考えていた。
1935年（昭和10年）8月9日、岡田啓介内閣は「自動車工業法要綱」を閣議決定、事業許可制の導入や日本フォードの工場拡張阻止といった方針を明確にした。これに対してアメリカ政府は、工場所有を含む製造業や販売業などについて内国民待遇を保障した日米通商航海条約違反であるとの抗議を行ったが、日本側は単なる産業保護政策ではなく国防目的であるため同条約に違反しないと反論した。1936年（昭和11年）1月には、日産コンツェルン総帥である鮎川義介個人への圧力など陸軍の強い干渉により、日産自動車と日本GMの合併計画が破棄に追い込まれた。
1936年（昭和11年）5月19日に自動車製造事業法案は国会に上程され、10日間のスピード審議を経て5月29日に成立、即日公布された。

## 内容
自動車製造事業法は、自動車製造事業の許可制を主たる内容とする（3条1項）。そして、許可対象を日本の株式会社に限定し、株主・取締役・資本金の半数以上、議決権の過半数が大日本帝国臣民か内国法人に属することを要件とした（4条）。これにより、外国企業の新規参入はできなくなった。
また、既存の外国企業の既得権は認められたものの、工場の拡張は許されなかった。日本フォードは法案成立を見越して事前に工場拡張を進めていたが、本法の附則は自動車工業法要綱閣議決定があった1935年（昭和10年）8月9日までの遡及適用を定めており（附則4項）、フォードの計画は頓挫することになった。この遡及規定を商工大臣の小川郷太郎は法の不遡及の原則との関係で「天下の悪法」と評し、法案を承認はしたものの小金義照を左遷している。
その他、政府の介入権限や許可会社への5年間の所得税、営業収益税の免除措置（6条）などが規定されている。許可会社には達成するべき年間生産台数が規定され、この数量は施行令によって規定された。
法令の形式面では、1条に目的規定が置かれたことが当時としては画期的だった。「本法ハ国防ノ整備及産業ノ発達ヲ期ス為」と国防目的が強調されており、これは前述のように日米通商航海条約との関係で必要な規定であった。

## 影響
本法により許可会社とされたのは、日産自動車と豊田自動織機（その後自動車部門はトヨタ自動車工業として分社）の2社で、後に東京自動車工業（後のいすゞ自動車）が加わった。
本法の施行と、日中戦争勃発による円為替相場下落・輸入部品高騰の結果、3年後の1939年（昭和14年）にフォード、GM、クライスラーの3社は日本から撤退することになった。フォードは、許可会社である日産およびトヨタとの合弁会社設立も検討したが、実現しなかった。
しかし、国産車の信頼性向上や大量生産化は容易には達成できなかった。戦場の日本兵には、たとえ中古車であってもフォードやシボレーが歓迎された。本法の制定で工場拡張を妨害されたヘンリー・フォードは、「自動車産業の育成は甘いものではなく、フォード工場を受け入れた方が多数の熟練工が得られて戦時の日本にもプラスになるはずだった」との書簡を残している。

## 改正

### 昭和14年改正
本法は、1939年（昭和14年）、商法ヲ引用スル条文ノ整理ニ関スル法律（昭和14年4月5日法律第68号）9条の規定によって、一部改正された。
すなわち、本法10条1項本文において、自動車製造会社は、政府の認可を受け、その事業に属する設備の費用に充てるため、商法第200条の規定による制限を超えて社債を募集することができると規定されていた部分について、商法に規定する制限と修正された。
なお、本改正規定は、「昭和十三年法律第七十二号（商法中改正）、商法中改正法律施行法、有限会社法、昭和十四年法律第十三号（公証人法中改正）、同年法律第三十七号（裁判所構成法中改正）、同年法律第四十五号（登録税法中改正）、同年法律第六十八号（商法ヲ引用スル条文ノ整理ニ関スル法律）及同年法律第七十九号（非訟事件手続法中改正）施行期日ノ件」（昭和14年7月29日勅令第510号）によって、1940年（昭和15年）1月1日から施行された。

### 昭和15年改正
本法は、1940年（昭和15年）、アルコール製造事業等ニ対スル所得税等ノ免除規定ノ改正ニ関スル法律（昭和15年3月29日法律第58号）7条の規定によって、一部改正された。
すなわち、本法6条において、自動車製造会社には命令の定めるところにより第3条の許可を受けた年及びその翌年より5年間その事業につき所得税及び営業収益税を免除すると規定されていた部分について、所得に対する法人税及び営業税と修正された。
また、本法6条に、次のとおり2項及び3項が新設された。
- 2項：前項の事業より生じる所得又は純益が各事業年度の資本金額に対し年百分の十の割合をもって算出した金額を超えるときは、その超過額に相当する所得又は純益については、前項の規定を適用しない。ただし、第3条の許可〔自動車製造事業の営業許可〕を受けた年及びその翌年より3年間は、この限りでない。

- 3項：前項の資本金額の計算方法は、命令をもってこれを定める。

なお、本法6条3項に規定する命令として、自動車製造事業法施行令（昭和11年7月10日勅令第170号）を改正した自動車製造事業法施行令中改正ノ件（昭和15年3月31日勅令第163号）が制定された。
さらに、本法7条については、次のとおり改正された。
すなわち、旧法7条においては、北海道、府県及び市町村その他これに準ずべきものは、6条の規定により所得税及び営業収益税を免除された自動車製造会社には、その免除された事業に対し、又はその免除された事業に属する資本金額、従業者、営業用の工作物若しくは物件、使用動力又は収入を標準として、課税することができないと規定されていた。
これに対し、新法7条は、6条の規定により所得に対する法人税営業税を免除された自動車製造会社には、6条2項の規定により賦課された営業税の附加税を除くほか、その免除された事業に対し課税することができないと修正された。また、新法7条ただし書を新設し、特別の事情に基づき政府の認可を受けた場合はこの限りでないとされた。
なお、本改正規定は、アルコール製造事業等ニ対スル所得税等ノ免除規定ノ改正ニ関スル法律附則1項の規定によって、1940年（昭和15年）4月1日から施行された。

### 昭和16年改正
本法は、1941年（昭和16年）、委員会等ノ整理等ニ関スル法律（昭和16年3月6日法律第35号）19条の規定によって、一部改正された。
すなわち、本法18条1項において、政府が3条の許可、11条の制限又は16条の命令をしようとするときは、自動車製造事業委員会の議を経なければならないと規定されていた部分について、これを廃止した。
また、本法18条2項において、自動車製造事業委員会に関する規程は、勅令をもって定めると規定していた部分についても、同様に廃止された。
自動車製造事業委員会に関する規程は、自動車製造事業委員会官制（昭和11年9月9日勅令第315号）によって規定されていたが、同規程は、製鉄事業委員会官制等ノ廃止等ニ関スル件（昭和16年3月29日勅令第310号）によって廃止された。
なお、本改正規定は、「昭和十六年法律第三十五号（委員会等ノ整理等ニ関スル件）一部施行期日ノ件」（昭和16年3月29日勅令第306号）によって、1941年（昭和16年）4月1日から施行された。